# Алиса (фильм, 1998)
«Алиса» (фр. Alissa) — французский криминальный фильм 1998 года режиссёра Дидье Гольдшмидта.

## Сюжет
Бывший советский диссидент, а ныне преуспевающий писатель во Франции на самом деле — бывший агент КГБ, внедрённый в круги диссидентов, когда-то убивший начинающего писателя и укравший его роман, который издал как свой. О его прошлом знает его издатель Пьер Кауфман, хранящий записанный на плёнку компромат. Знает и Ирина — его бывшая жена и любовница издателя. Сын издателя, молодой журналист Люк Кауфман, случайно оказывается впутанным в этот сложный клубок личных тайн. Ситуация усложняется, когда появляется дочь писателя Алиса, жаждущая мести.

## В ролях
- Лоранс Кот — Алиса
- Иван Атталь — Люк Кауфманн
- Олег Янковский — Йозеф Козич, писатель, диссидент / Розванов, бывший агент КГБ
- Елена Сафонова — Ирина
- Ваня Вилерс — Пьер Кауфман, отец Люка
- Смади Вольфман — Лауренс
- Антуан Дюро — Монг
- Светлана Сизова — Вера
- Луи-До де Ланкесэ — Буковски
- Григорий Мануков — Андрей
- Николь Догю — Натали
- Фабьен Орсье — Дюваль
- Рауль Дантес — Зано